# François Lemarchand (homme d'affaires)
Pour les articles homonymes, voir François Lemarchand.
François Lemarchand est un entrepreneur français né le 19 janvier 1948 à Rouen.
Il est notamment le fondateur de la chaîne de magasins Nature et Découvertes.

## Biographie

### Origines et formation
François Lemarchand est né le 19 janvier 1948 à Rouen en Seine-Inférieure. Issu d’une famille de dix enfants, il fait ses études secondaires à Amiens (Somme). 
Diplômé de l'école supérieure de commerce de Paris en 1971 (aujourd'hui ESCP Europe), il part vivre à New York (États-Unis) où il travaille deux ans dans le secteur de la distribution.
En 1976, il est titulaire d'une maîtrise en administration des affaires (MBA) obtenue à l'université américaine d'Harvard (Massachusetts).

### Pier Import(1976-1988)
François Lemarchand rachète la filiale européenne de la société Pier Import, en 1976.
Cette entreprise a connu son heure de gloire dans les années 1970 comme magasins de la mouvance hippie. Il la développe autour du concept des arts de vivre du monde ; elle connaît un essor important. Pier Import est revendue en 1988.

### Nature et Découvertes(1990-2011)
Militant écologiste et ancien administrateur du Fonds mondial pour la nature (WWF), François Lemarchand crée Nature et Découvertesen 1990, avec son épouse Françoise. Leur but est d’inciter les familles des villes à découvrir et à aimer la nature. Il souhaite, dès la création de l’entreprise, développer un programme d’éducation à la nature et créer des passerelles entre les associations naturalistes et les clients des magasins.
Françoise, photographe, et François écrivent des livres de voyages nature et éditent la revue Canopée,, qui explore les courants prospectifs dans les domaines sociétaux, écologiques et humains.
Pour donner corps à ses convictions, François Lemarchand crée en 1994 la Fondation Nature et Découvertes, vouée à la protection de la nature à laquelle sont reversés 10 % des bénéfices nets de l’entreprise. Nature et Découvertes est aussi une entreprise pionnière en France en matière de pratiques environnementales et de développement durable .
François Lemarchand crée l'université de la Terre, inaugurée en novembre 2005 à l'Organisation des Nations unies pour l'éducation, la science et la culture (Unesco). Ces journées réunissent politiques, économistes, philosophes, scientifiques et industriels pour débattre de l’écologie et de l’économie avec le grand public.
François et Françoise Lemarchand ont quatre enfants, dont Antoine Lemarchand qui devient vice-président de Nature et Découvertes en 2009, puis président directeur général en 2011.

### Président de laFondation Lemarchand
François Lemarchand créée en juillet 2008, sous l’égide de la Fondation de France, la Fondation Lemarchand pour l’Équilibre entre les Hommes et la Terre,, avec pour objectif de soutenir des projets qui rapprochent les hommes et la nature. Le comité de la Fondation Lemarchand est composé des six membres de la famille Lemarchand, entourés de quatre experts[Qui ?],. La Fondation Lemarchand possède 20 % des actions de Nature et Découvertes que lui a cédées la famille Lemarchand. Les dividendes annuels générés par les résultats de l’entreprise financent ainsi les programmes de la fondation,, tels que la Fondation pour l'agroécologie de Pierre Rabhi.

### International
En 2014, François Lemarchand acquiert 20 % du libraire suisse Payot via sa société holding Mercator.

### Publication
François et Françoise Lemarchand publient en octobre 2018 En explorateurs, l'aventure du couple fondateur de Pier Import et de Nature et Découvertes. Les Arènes, 360 p .